# 李知損
李知损，字化机，五代十国后梁、后唐、后晋、后汉、后周官员，大梁人。
李知损年轻时轻薄无行，能言善辩。后梁朝时，以拜牒诗文出入内臣之门，于是浪得虚名，时人称他为“李罗隐”。担任藩镇从事，入朝为左补阙，历任刑部員外郎、兵部員外郎、度支判官、右司郎中。因为收受榷盐使王景遇贿赂，贬到均州。后汉初年归朝，担任右司郎中，兼侍御史知杂事。乾祐年间，奉使郑州，时宋彦筠为节度使。宋彦筠小字忙儿，宴会时，宋彦筠问：“众人为什么称足下为罗隐？”他说：“下官平时好为诗，水平大抵如同罗隐。”宋彦筠说：“不然，因为足下轻薄如同罗隐。”李知损大怒，厉声道：“，人们都说令公为宋忙儿，未必便能放牛。”满座皆笑。后周广顺年间，拜右諫議大夫。当时王峻为枢密使，李知损与他有旧交，请求让自己出使江浙，王峻上奏。郭威素知李知损所为，非常为难。王峻说：“此人如果辱命，罢官即可。”李知损于是受命，向人借钱，大办行装。途中所经州县，无不强行相借，又写信给青州符彥卿，借钱百万。在客馆停留，行为秽乱。王峻上奏，于是贬授棣州司马。周世宗即位，以其好上封事，让他担任谏议大夫。数月间，天天上奏章疏，多斥责近臣，以求高升，又上章请求为过海使，册封吴越国。世宗发怒，以其丑行日彰，除名流配沙门岛。李知损将行，对亲友说：“我曾经遇到看相的人，说我三次被逐后，当居相位，我这回是第三次了，你就等着我吧。”一年后，他在沙门岛去世。